# 脱脂綿
脱脂綿（だっしめん、absorbent cotton、sanitary cotton、cotton wool）とは、綿花（コットンウール）の種子に生える毛を脱脂・漂白して成形した医療用材料。

## 用途
医療脱脂綿、清浄綿、消毒綿、綿棒、化粧綿などに用いられる。
使用に適した大きさに切断して用いるが、切手大ないしは手札大の大きさに切りそろえて販売されているものもあり、カット綿と呼ばれる。消毒用アルコールを含浸させたカット綿をアルコール綿や酒精綿と呼ぶ。

## 製法
刈り取った直後の綿花はオイル成分に覆われ水をはじいてしまうため、脱脂や漂白によって晒綿（）に加工する必要がある。
混打綿工程
解綿機、開綿機、打綿機などを使い産地や品種の異なる数種の綿花を調合しながらほぐし混在物や塵埃などを除去する。
すき綿工程
すき綿機で繊維を一定の方向にそろえて短繊維や混在物を除去する。
精練漂白工程
釜に入れ水酸化ナトリウムによる煮沸脱脂、次亜塩素酸塩や過酸化水素水による漂白を行った後に水洗いする。
乾燥工程
熱風で乾燥する。
晒綿に加工する工程には、精練漂白工程 - 乾燥工程 - すき綿工程の順の前晒（）方式と、すき綿工程 - 精練漂白工程 - 乾燥工程の順の後晒（）方式がある。

## 歴史
1880年にイギリスの医師サンプソン・ギャムジーがバーミンガムのクイーンズ病院で用い始めたギャムジーティッシュが医療用として初めてのものである。
脱脂綿が日本で用いられ始めた時期は明らかではないが、1886年（明治19年）の内務省令第10号で初めて『日本薬局方』（1886年）に収載された。